# القوات اللبنانية - القيادة التنفيذية
القوات اللبنانية - القيادة التنفيذية هي جماعة منشقة من القوات اللبنانية بقيادة إيلي حبيقة ومقرها في بلدة زحلة في سهل البقاع في أواخر الثمانينات. تأسست في البداية في يناير 1985 تحت عنوان القوات اللبنانية - الانتفاضة وغيرت اسمها في عام 1986.

## الأصول
شكلت الوحدة من قبل حبيقة في زحلة من مؤيدي حزبه الذي لجأ إلى سهل البقاع التي يسيطر عليها السوريون بعد أن أطاحت به القوات اللبنانية بقيادة سمير جعجع من بيروت الشرقية في يناير 1985. إعادة تسمية القوات اللبنانية - القيادة التنفيذية في عام 1986 بتمويل من سوريا لم تنقل حبيقة ورجالها سوى القليل من الدعم على الإطلاق من مواطني زحلة الكاثوليك اليونانيين الذين فضلوا تقديم دعمهم للقوات اللبنانية الرئيسية وفي وقت لاحق إلى الجنرال ميشال عون رئيس الحكومة العسكرية المؤقتة.

## الهيكل والتنظيم
في البداية كان عدد المقاتلين يتراوح بين 600-700 مقاتلا الذين قاموا بالتنسيق مع حوالي 1000 من أفراد الميليشيات معظمهم من الموارنة منهم 300 عامل في بيروت الغربية في حين احتفظ الباقي بالاحتياطي في زحلة. بغض النظر عن العدد القليل من المعدات التقنية المزودة ببنادق رشاشة ثقيلة وبنادق عديمة الارتداد والمدافع الآلية مضادة للطائرات لم يكن لدى الميليشيات مركبات مدرعة ولا مدفعية خاصة بهم ولكنهم اعتمدوا عادة على اللواء المدرع 82 التابع للجيش السوري المتمركز في البقاع للدعم المدفعي والمدفعي.

## الأنشطة غير القانونية والجدل
بشكل عام يعتبر عموما فصيل مؤيد لسوريا فإن القوات اللبنانية - القيادة التنفيذية معروفة بغياب ضبط النفس والانضباط والمشاركة في أنشطة إجرامية مربحة إلى جانب السماح لرجاله باختطاف واغتصاب العديد من النساء المحليات من خلال مقر حبيقة الرئيسي في فندق كاديري في وسط زحلة وهو مركز اتصالات دولي غير قانوني وحلقة للاتجار بالمخدرات في سهل البقاع.
تشتبه المجموعة في تورطها في سلسلة من التفجيرات الدموية في منتصف الثمانينيات وهي المحاولة الفاشلة التي اقترفت مع وكالة المخابرات المركزية الأمريكية وجيش لبنان الجنوبي الموالي لإسرائيل لاغتيال محمد حسين فضل الله من حزب الله ولكن الذي توفى هو شقيقه جهاد فضل الله في مارس 1985 بسبب انفجار ضخم لسيارة مفخخة. ادعي أن القوات اللبنانية - القيادة التنفيذية قامت بتفجير سيارة مفخخة في أعقاب الحرب التي تعرضت لها كل من غرب وشرق بيروت في الفترة من مارس إلى يوليو 1986 بالتواطؤ مع أجهزة المخابرات السورية.
خلال حرب التحرير من 1988 إلى 1989 قاتلوا جنبا إلى جنب مع جيش التحرير الشعبي التابع إلى الحزب التقدمي الاشتراكي الدرزي والميليشيات الفلسطينية ضد قوات الجنرال ميشال عون في المعركة الثانية لسوق الغرب وساعد في وقت لاحق ميليشيات الحزب السوري القومي الاجتماعي في لبنان والقوات السورية في الإستيلاء على مقر عون في بعبدا في 13 أكتوبر 1990 يقال إنها ارتكبت فظائع وتشارك في أعمال النهب.

## التسريح
في نهاية الحرب في أكتوبر 1990 أمرت وحدات الميليشيات التابعة للاتحاد في بيروت وزحلة في مارس 1991 بحل أسلحتها الثقيلة وتسليمها. على الرغم من أن اللجنة قد حلت فإن العديد من أعضائها السابقين قدموا كادر إلى شركة أمنية خاصة أنشأتها وترأسها حبيقة حتى وفاته بسبب انفجار سيارة مفخخة غامضة بالقرب من منزله في ضاحية حازمية في بيروت في 24 يناير 2002. لم تعد القوات اللبنانية - القيادة التنفيذية نشطة.